# الی گوری
الی گوری (به انگلیسی Eli Goree) بازیگر کانادایی است. او بیشتر به خاطر نقش‌های خود به عنوان کوینکی در Ballers HBO، ولز جاها در نمایش درام پس از آخرالزمان ۱۰۰ نفر شناخته می‌شود. و نقش جوئل گودسون در نمایش ترسناک ماورای طبیعی Dead of Summer را بر عهده داشت. او در حال حاضر در سریال تلویزیونی Riverdale، در شبکه سی‌دابلیو نقش مونرو «سگ دیوانه» را بازی می‌کند.

## زندگی‌نامه
الی گوری بزرگ شده شهر هلیفکس (نوا اسکوشیا) در کشور کانادا است. وی فعالیت بازیگری خود از ۶ سالگی در Sesame Street که نسخه کانادایی Sesame Park است آغاز کرد.او میزبان برنامه The Big Black Rap در سال ۲۰۰۳ در ایستگاه رادیویی CKDU-FM بود؛ و همچنین وی مجری برنامه Street Cents در شبکه سی‌بی‌سی تله‌ویژن در سال ۲۰۰۶ و در همین سال او مشغول به روزنامه‌نگاری در Canada Now بود.